# Сюй Юн (баскетболист)
Сюй Юн (кит. упр. 徐永; род. 30 марта 1989 года, Шанхай) — бывший китайский профессиональный баскетболист, выступал за клуб китайской баскетбольной ассоциации «Шанхай Шаркс», был кандидатом в национальную сборную Китая. Рассматривался как один из самых талантливых китайских игроков после Яо Мина и И Цзяньляня. В возрасте 19 лет был вынужден завершить игровую карьеру из-за диагностированной остеосаркомы.

## Карьера

### Клубная карьера
Сюй Юн стал выпускником программы для молодых талантов, которую запустил Яо Мин при баскетбольной академии «Шанхай Шаркс». Игрок сразу же получил лестные отзывы от многих баскетбольных экспертов, а также стал MVP летней школы Адидас для Азии в 2005 году. Позднее выступал за школу Буша в Сиэтле. В китайской баскетбольной ассоциации набирал в среднем 18,2 очка, совершал 6,3 подбора и отдавал 3,4 результативные передачи в регулярном чемпионате, набрав потрясающую форму к концу сезона. Многие эксперты рассматривали его как одну из надежд сборной и игрока, который может отправиться в НБА. Однако, после того, как он узнал о своём диагнозе, было решено прекратить выступления на профессиональной арене.

### Международная карьера
На чемпионате мира среди молодёжных команд до 19 лет 2007 года набирал в среднем за матч 15,8 очка, совершал 3,8 подбора и отдавал 2,1 результативные передачи, став лучшим в сборной Китая.